# Ekaterina Nikolaevna Orlova
Ekaterina Nikolaevna Orlova, in russo Екатерина Николаевна Орлова? nata Zinov'eva (19 dicembre 1758 – Losanna, 16 giugno 1781), è stata una nobildonna russa.
Fu moglie di Grigorij Grigor'evič Orlov, favorito di Caterina II di Russia, e sorella dello scrittore Vasilij Nikolaevič Zinov'ev.

## Biografia

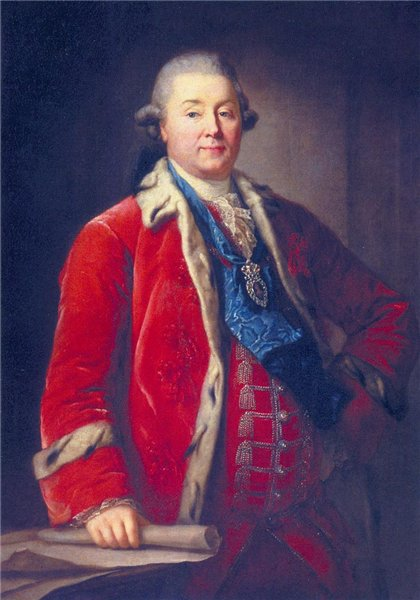
Ritratto del conte Grigorij Grigor'evič Orlov, marito di Ekaterina e amante della zarina Caterina II di Russia.

Ekaterina era figlia del generale Nikolaj Zinov'ev e di sua moglie, Avdotja Naumovna Senjavin, figlia a sua volta dell'ammiraglio Naum Akimovič Senjavin. Aveva due fratelli: Aleksandr e Vasilij. Durante il regno di Caterina II di Russia, suo padre divenne comandante della fortezza dei santi Pietro e Paolo, una delle più importanti dell'Impero russo.
La maggior parte della sua giovinezza trascorse nella tenuta di famiglia a Kon'kovo. Nel 1773 entrambi i genitori morirono, quando Ekaterina aveva appena 15 anni la tenuta passò a lei come unica erede del padre, che per testamento lasciò quale suo tutore il cugino Grigorij che lei stessa sposò quattro anni più tardi. La zarina Caterina II di Russia, di cui Orlov era stato il favorito, tenne un atteggiamento ambiguo nei confronti di Ekaterina: se da un lato ne era gelosa pur essendosi formalmente separata dall'amante, dall'altro tendeva ad ignorarla oppure addirittura a favorirla per benevolenza nei confronti di Grigorij. Orlov e Ekaterina ebbero dei figli che però nacquero morti e questo mise ulteriormente a tacere le ambizioni di Caterina II sull'amato.
Celebre fu il suo ritratto eseguito dall'incisore Ivan Archipovič Berseniev.

## Matrimonio
Sposò, nel 1777, suo cugino di primo grado Grigorij Grigor'evič Orlov, ex favorito della zarina Caterina II di Russia, ma non ebbero figli. Nello stesso anno gli venne conferito l'Ordine di Santa Caterina e venne nominata dama d'onore della zarina.

## Morte

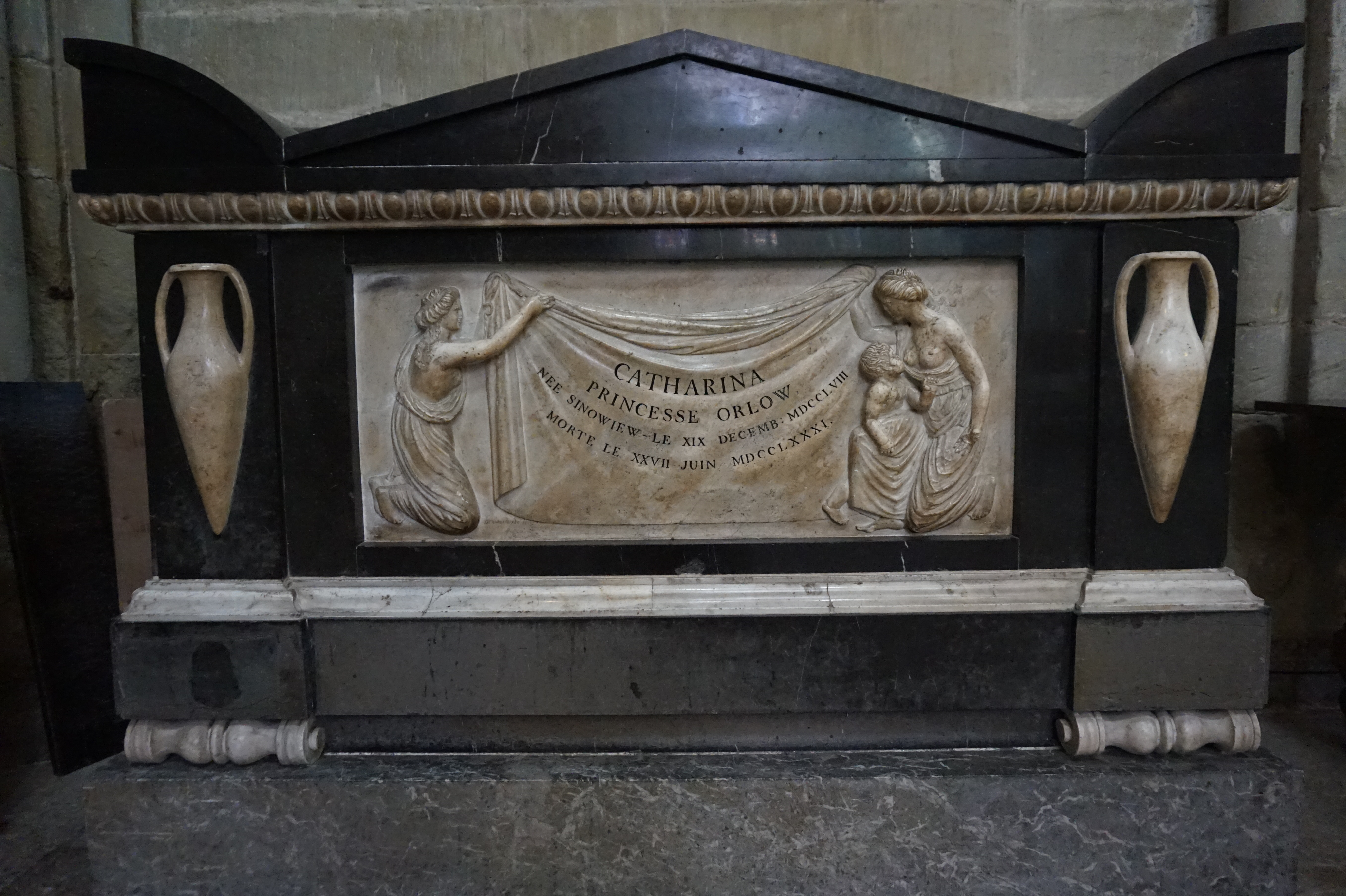
La tomba della principessa nella cattedrale di Losanna.

Morì il 16 giugno 1781, all'età di 22 anni per tubercolosi e venne sepolta nella cattedrale di Losanna, in Svizzera, da dove successivamente la salma venne traslata in Russia e sepolta nella chiesa dell'Annunciazione del Monastero di Aleksandr Nevskij. A Losanna rimane oggi il cenotafio della principessa Orlova. Dopo la morte di Ekaterina, il fratello Vasilij che le era particolarmente affezionato, cadde in un profondo sconforto che lo portò a trasferirsi anch'egli in Europa, dedicandosi alla filosofia ed alla massoneria. In sua memoria compose un'ode il noto poeta russo Gavriil Romanovič Deržavin.